# Wladislaw Wazlawowitsch Dworschezki
Wladislaw Wazlawowitsch Dworschezki (russisch Владислав Вацлавович Дворжецкий; auch Vladislav Dvorzhetsky; * 26. April 1939 in Omsk; † 28. Mai 1978 in Gomel) war ein sowjetischer Schauspieler. Er spielte zwischen 1970 und 1978 in achtzehn Filmen.

## Leben
Dworschezki wurde in einer Schauspielerfamilie geboren. 1955 trat er in die Omsker Militär-Medizin-Fakultät ein und begann im Jahr 1959 seinen aktiven Dienst in der Sowjetarmee als Feldscher seines Regiments auf der Insel Sachalin. In dieser Zeit heiratete er das erste Mal. 1964 kehrte er zurück nach Omsk und begann dort an der Schauspielschule zu studieren. Nach seinem Abschluss im Jahr 1967 erhielt Dworschezki ein Engagement am Omsker dramatischen Theater. Hier lernte er seine zweite Frau kennen. 1968 besuchte die Assistant-Direktorin der Moskauer „Mosfilm“-Studios Omsk und wurde auf den hochgewachsenen, Schauspieler mit der hohen Stirn und den markanten Augen aufmerksam. So bekam er 1970 seine erste Hauptrolle in einem Film als General Chludow in „Die Flucht“, die ihn bekannt machte.
Im folgenden Film erhielt er die Rolle des Piloten Berton in dem Film „Solaris“ (1971) nach einem utopischen Roman von Stanislaw Lem.
Während dieser Moskauer Zeit wurde seine zweite Ehe geschieden und er konzentrierte sich auf seine Filmkarriere. Im Frühling 1972 spielte Vladislav die Rolle des Alexander Ilyin in „Sannikow-Land“. 1974 spielte er den Kommunisten Jaroslaw in „Bis zur letzten Minute“ und erhielt für diese Rolle den Staatspreis der Ukrainischen SSR. 1975 spielte er die Hauptrolle in dem utopischen Abenteuerfilm „Kapitän Nemo“ nach Motiven des Romans „20.000 Meilen unter dem Meer“ von Jules Verne. Den Höhepunkt der Aufmerksamkeit des Moskauer Publikums erhielt die Darstellung des heiligen Antonius 1976. Am 29. Dezember 1976 wurde er nach von zwei innerhalb von zwei Wochen durchgemachten Herzinfarkten akut ins Krankenhaus eingeliefert. Dworschezki verstarb 1978 in Gomel an einer akuten Herzinsuffizienz.
Dworschezki war viermal verheiratet und hinterließ drei Kinder.

## Filmografie
- 1970: Rückkehr des Heiligen Lukas – Mikhail Karabanow
- 1970: Die Flucht – General Khludow
- 1971: Keine Zeit zu warten – Vadim Orlov
- 1972: Solaris – Henri Berton
- 1973: Der Himmel hinter den Wolken – Sergey Rudnev
- 1973: Der Garten
- 1973: Kerben zum Gedächtnis – Petrya
- 1973: Sannikow-Land – Ilyin
- 1973: Öffne das Buch – Dimitri Lvov
- 1974: Bis zur letzten Minute – Yaroslav Gayday
- 1974: Kein Zurück – Nikolai Nikitin
- 1975: Kapitän Nemo – Kapitän  Nemo
- 1975: Dort, über den Horizont hinaus
- 1976: Das Wunder des Heiligen Antonius
- 1976: Die Legende von Till Eulenspiegel – Philipp II
- 1977: Julia Vrevskaya – Alexander II
- 1977: Treffen auf dem entfernten Meridian – Nickols Renette
- 1978: Schulkameraden (Fernsehfilm)

## Synchronrollen
- 1971: Goya – oder Der arge Weg der Erkenntnis
- 1973: Nasimi